# Departamento de Gracias a Dios
Gracias a Dios es un departamento de Honduras. Su cabecera departamental es Puerto Lempira. Tiene una superficie total de 16,997 km², convirtiéndolo en el segundo más grande del país, detrás del departamento de Olancho. Además es de los únicos lugares de Honduras donde se ha confirmado la existencia de petróleo.
En su mayoría, el territorio es conocido como la Mosquitia. Colinda al sur con la  República de Nicaragua, al oeste con los departamentos de Colón y Olancho. En 2023, tiene una población aproximada de 109,689 habitantes. Dentro del departamento se localiza la Reserva de la biosfera de Río Plátano y la Laguna de Caratasca.

## Historia
El departamento de Gracias a Dios fue creado mediante decreto gubernamental No.52 emitido por la Junta Militar de Gobierno en fecha 21 de febrero de 1957, Tegucigalpa, M.D.C. en Palacio Nacional, firma Héctor Caraccioli, Roberto Gálvez B. y Roque J. Rodríguez. Anteriormente estos territorios formaban parte de Iriona, Departamento de Colón. En 1957 se creó el departamento bajo un decreto de la junta militar, citando necesidades administrativas de la región.
Alguien llamado

## Geografía
Es el segundo departamento más grande de Honduras.
En el sector norte que colinda con el Mar Caribe su terreno es mayoritariamente plano, cubierto por junglas lluviosas.
Hacia el sector sur (entre los límites entre Olancho y la República de Nicaragua) se alzan picos tropicales.
|                                         | Norte: Mar Caribe                                        |                  |
| Oeste: Departamentos de Colón y Olancho |                                                          | Este: Mar Caribe |
|                                         | Sur: Región Autónoma de la Costa Caribe Norte, Nicaragua |                  |

### Clima
La precipitación anual varía de entre 200 a 400 centímetros. La temporada seca dura desde marzo a mayo, siendo leve en ciertas partes y severa en otras donde la precipitación mensual baja a hasta menos de 3 centímetros según datos tomados en 1986.

## Biodiversidad

### Vegetación
La Mosquitia hondureña está compuesta en su mayoría por sabanas tropicales y sabanas de pino que cubren las llanuras. Desde las montañas selváticas del sudoeste del departamento, varios ríos, notablemente los ríos Patuca y Plátano atraviesan las llanuras donde sostienen corredores de selvas tropicales y pantanos que flanquean sus riberas hasta la región costera. La región costera está compuesta de marismas, pantanos, y manglares.

### Reserva de la biosfera del Río Plátano
Se localiza sobre en los alrededores del río Plátano en La Mosquitia la región en la costa caribeña de Honduras. Esta reserva ha sido declarada Patrimonio de la Humanidad y Reserva de la Biosfera por la Unesco, en el año 1980.
Consta de muchas especies de mamíferos como ser: monos capuchinos, tigrillo o gato de monte, lince, jaguar, entre otros. Aves como tucán y guacamaya.
[cita requerida]
Posee árboles de 50 metros de alto y una gran diversidad de estos. También posee más de 69 sitios arqueológicos los cuales ayudaron a descubrir la ciudad blanca. Muy poco se conoce de esta hermosa reserva biosfera de río plátano. Actualmente no se ha hecho un estudio de la cantidad de especies de río plátano.

## División administrativa

### Municipalidades
| N.º | Municipio             |
| --- | --------------------- |
| 1   | Puerto Lempira        |
| 2   | Ahuas                 |
| 3   | Brus Laguna           |
| 4   | Juan Francisco Bulnes |
| 5   | Villeda Morales       |
| 6   | Wampusirpi            |

## Diputados
El departamento de Gracias a Dios tiene una representación de 1 diputado en el Congreso Nacional de Honduras.
| Diputado      | Partido         |
| ------------- | --------------- |
| Erika Urtecho | Partido Liberal |